# Концерт для фортепиано с оркестром № 5 (Бетховен)

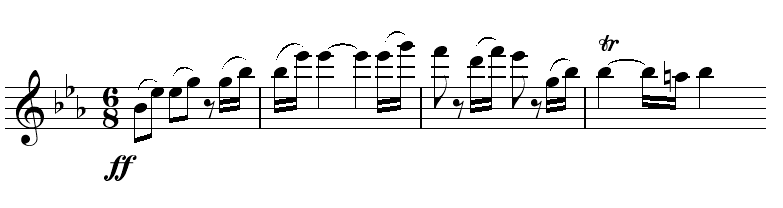
Тема третьей части

Концерт для фортепиано с оркестром № 5 Ми-бемоль мажор, соч. 73, известный как «Император», был написан Бетховеном между 1809 и 1811 годами в Вене. Первое исполнение состоялось 28 ноября в 1811 году в Лейпциге. В 1812 году концерт был исполнен и в Вене учеником Бетховена Карлом Черни. Концерт посвящён эрцгерцогу Рудольфу Австрийскому, покровителю и ученику Бетховена.
Пятый концерт — это колоссальное сочинение, наполненное глубокими мыслями и переживаниями, масштабность которого раскрывается с первой же фразы, порученной фортепиано. В блестящем развитии возникают характерные бетховенские контрасты: мощь и нежность, сила и покой.
| 1. Allegro |  |
|            |  |
|            |  |

| 2. Adagio un poco mosso |  |
|                         |  |
|                         |  |

| 3. Rondo: Allegro ma non troppo |  |
|                                 |  |
|                                 |  |

## Строение концерта
В концерте три части:
- Allegro
- Adagio un poco mosso
- Rondo. Allegro

## Упоминания в современной культуре
Вторая часть концерта, наряду со второй частью седьмой симфонии Бетховена, звучит в эпилоге оскароносного фильма 2010 года «Король говорит!».
Вторая часть концерта также является одной из тем (школьные сцены, сцена у пруда с лебедем) мистической драмы Питера Уира «Пикник у Висячей скалы», а также звучит в фильме Уира «Общество мёртвых поэтов», в сцене последнего разговора Нила Перри с Джоном Китингом.